# Sciades emphysetus
Sciades emphysetus és una espècie de peix de la família dels àrids i de l'ordre dels siluriformes.

## Morfologia
- Els mascles poden assolir 51 cm de longitud total.[6][7]

## Hàbitat
És un peix demersal i de clima tropical.

## Distribució geogràfica
Es troba a l'Atlàntic occidental: Veneçuela, Guaiana, Surinam, la Guaiana Francesa i el Brasil.